# Morro da Igreja

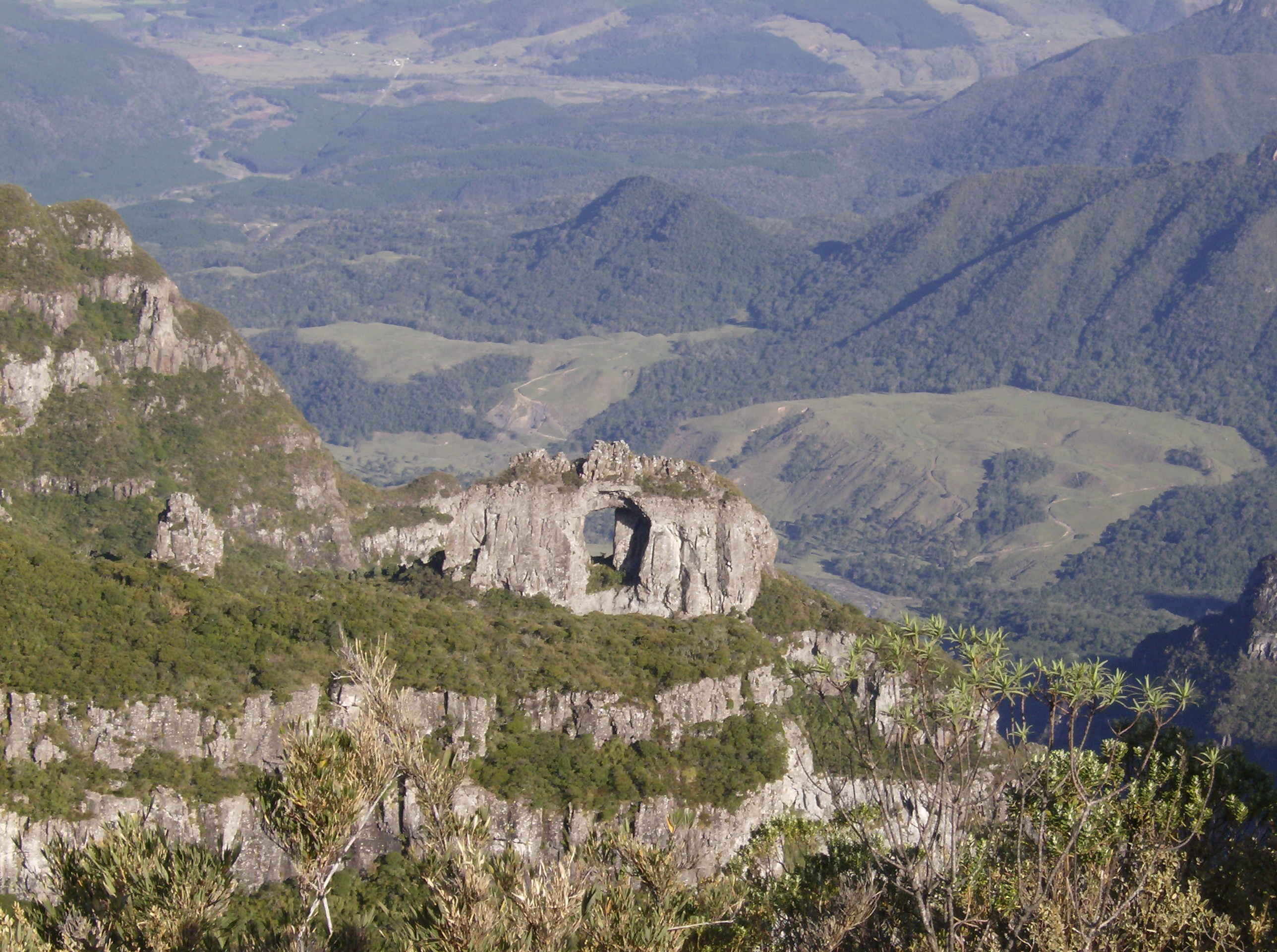
Pedra Furada, formación natural vista de la cumbre.

Morro da Igreja (español: Cerro de la Iglesia - IPA: ['moʁu dɘ i'gɾeʒɘ]) es una montaña ubicada en la Región Sur de Brasil, en el sudeste del estado de Santa Catarina, en la Serra Geral, municipio de Urubici. Situada a 1822 m s. n. m., es la segunda montaña más alta del estado (la más alta es Morro de Boa Vista, también situada en Urubici, con 1.827 m s. n. m.) y es el punto habitado más alto de la Región Sur, donde fue registrada la temperatura más baja de Brasil: -17,8 °C, el 29 de junio de 1996. Con la ocurrencia de vientos fuertes, la sensación térmica fue -46 °C. Hasta esta fecha, la temperatura más baja en territorio brasileño había sido registrada en el municipio de Caçador, en el mismo estado, durante el invierno de 1975, con -14 °C. En su cumbre están una base militar de la FAB (Força Aérea Brasileira) y las antenas de control del tráfico aéreo del sur de Brasil (CINDACTA).
Cercana al Morro da Igreja está la Pedra Furada (lit., 'piedra agujereada'), una formación natural que es una de las atracciones del parque estatal de la Serra Furada, dentro del cual se encuentra esta montaña.
Morro da Igreja es considerado el sitio más frío de Brasil, siendo muy visitado principalmente en el invierno, cuando las temperaturas suelen bajar de cero y pueden acontecer nevadas. Es el lugar en Brasil con mayor ocurrencia de ese tipo de precipitación.